# Subdivisões de Omã
O Omã está dividido em 11 províncias (muhafazat), cada qual subdividida em vilaietes (distritos):
| Nome                | População | Área (km2) | Vilaietes | Capital  | Mapa | Ref.   |
| ------------------- | --------- | ---------- | --------- | -------- | ---- | ------ |
| Batina Setentrional | 483 582   | 7 628      | 6         | Soar     |      | [ 1 ]  |
| Batina Meridional   | 289 008   | 5 323      | 6         | Rustaque |      | [ 2 ]  |
| Buraimi             | 72 917    | 7 460      | 3         | Buraimi  |      | [ 3 ]  |
| Central             | 42 111    | 82 470     | 4         | Haima    |      | [ 4 ]  |
| Daira               | 151 664   | 35 881     | 3         | Ibri     |      | [ 5 ]  |
| Dofar               | 249 729   | 62 232     | 10        | Salalá   |      | [ 6 ]  |
| Interior            | 326 651   | 31 805     | 8         | Nizua    |      | [ 7 ]  |
| Mascate             | 775 878   | 3 797,3    | 6         | Mascate  |      | [ 8 ]  |
| Moçandão            | 31 425    | 1 619,7    | 4         | Caçapo   |      | [ 9 ]  |
| Nordeste            | 162 482   | 21 136     | 6         | Ibra     |      | [ 10 ] |
| Sudeste             | 188 032   | 12 039     | 5         | Sur      |      | [ 11 ] |

Antes de 2011, o país estava dividido em três províncias (muhafazat) e cinco regiões (manāṭiq):
| Tipo      | Nome     | População (2003) | População (2011) | Vilaietes | Capital | Mapa | Ref.          |
| --------- | -------- | ---------------- | ---------------- | --------- | ------- | ---- | ------------- |
| Região    | Batina   | 653 505          | 772 590          | 12        | Soar    |      | [ 1 ] [ 2 ]   |
| Região    | Buraimi  | 76 838           | 72 917           | 3         | Buraimi |      | [ 3 ]         |
| Região    | Central  | 23 307           | 42 111           | 4         | Haima   |      | [ 4 ]         |
| Região    | Daira    | 130 177          | 151 664          | 3         | Ibri    |      | [ 5 ]         |
| Província | Dofar    | 215 960          | 249 729          | 10        | Salalá  |      | [ 6 ]         |
| Região    | Interior | 267 140          | 326 651          | 8         | Nizua   |      | [ 7 ]         |
| Província | Mascate  | 632 073          | 775 878          | 6         | Mascate |      | [ 8 ]         |
| Província | Moçandão | 28 378           | 31 425           | 4         | Caçapo  |      | [ 9 ]         |
| Região    | Oriental | 313 437          | 350 514          | 11        | Sur     |      | [ 10 ] [ 11 ] |